# Paraphlegopteryx bulbosa
Paraphlegopteryx bulbosa är en nattsländeart som beskrevs av Weaver, Iii 1999. Paraphlegopteryx bulbosa ingår i släktet Paraphlegopteryx och familjen kantrörsnattsländor. Inga underarter finns listade i Catalogue of Life.